# Alain Connes

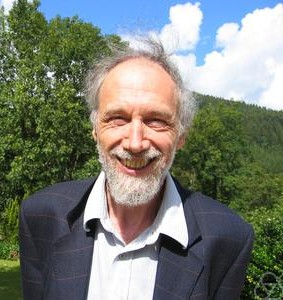
Alain Connes, 2004

Alain Connes (* 1. April 1947 in Draguignan bei Cannes, Frankreich) ist ein französischer Mathematiker und Träger der Fields-Medaille.

## Leben und Karriere
Connes ist der Sohn eines Polizeichefs in Marseille. Nach seinem Studium von 1966 bis 1970 an der Elitehochschule École normale supérieure (ENS)  promovierte er 1973 bei Jacques Dixmier (A Classification of Factors of Type III). Ab 1970 forschte er für das CNRS. 1975 war er Gastwissenschaftler an der Queen’s University in Kingston. 1976 wurde er Assistenzprofessor (Maître de conférences) an der Universität Paris VI und später zum Professor berufen, was er bis 1980 blieb. 1978/1979 war er am Institute for Advanced Study in Princeton. Ab 1979 hatte er den Lehrstuhl Léon Motchane am Institut des Hautes Études Scientifiques (IHES) und ab 1981 war er acht Jahre Directeur de recherche beim CNRS. Seit 1984 ist er Professor für Analysis und Geometrie am Collège de France. Seit 2003 ist er auch Professor an der Vanderbilt University.
Er arbeitete beispielsweise über Von-Neumann-Algebren. Die Klassifikation der Typ III-Faktoren dieser Algebren war auch das Dissertationsthema bei Jacques Dixmier 1973. Bekannt ist er als Begründer der Nichtkommutativen Geometrie, einer im Wesentlichen von ihm geschaffenen Synthese, bei der man statt der zugrundeliegenden Räume die auf ihnen definierten Funktionenringe betrachtet. Sind diese nicht-kommutativ, kann man damit die zugrundeliegenden nicht-kommutativen Räume untersuchen, die sonst schwer zugänglich sind. Er wandte seine Theorie auf die verschiedensten Gebiete an, von der Riemannschen Vermutung der Zahlentheorie bis zum Standardmodell der Elementarteilchenphysik.
Als Hobby spielt er Klavier.

## Preise, Auszeichnungen und Mitgliedschaften
- Invited Speaker auf dem Internationalen Mathematikerkongress (International Congress of Mathematicians, ICM) 1974 in Vancouver (Structure Theory of Type III Factors)
- Peccot-Vimont Preis des College de France (1976)
- Silbermedaille der CNRS 1977
- Ampère Preis der Academie des Sciences (1980)
- Aimé Berthé Preis der Academie des Sciences (1982)
- Plenarvortrag auf dem ICM 1978 in Helsinki (Von Neumann Algebras)
- Fields-Medaille (1982)
- Invited Speaker auf dem ICM 1986 in Berkeley (Cyclic cohomology and noncommutative differential geometry)
- Clay Research Award (2000)
- Crafoord-Preis (2001)
- Goldmedaille der CNRS (2004)
- Mitglied der Académie des sciences (korrespondierendes Mitglied seit 1980, volles Mitglied seit 1983)
- Auswärtiges Mitglied der Königlich Dänischen Akademie der Wissenschaften (1980)
- Auswärtiges Mitglied der Norwegischen Akademie der Wissenschaften (1993)
- Mitglied der American Academy of Arts and Sciences (1989)
- Ehrenmitglied der London Mathematical Society (1994)
- Mitglied der National Academy of Sciences (1997)
- Auswärtiges korrespondierendes Mitglied der Russischen Akademie der Wissenschaften (2003)
- Fellow der Royal Society of Canada (1996)
- Assoziiertes Mitglied der Académie royale des Sciences, des Lettres et des Beaux-Arts de Belgique (2016)[4]
- Er ist mehrfacher Ehrendoktor: Queen’s University in Kingston (1979), Rom (Tor Vergata) (1997), Universität Oslo (1999), Universität Süd-Dänemark (2009), Freie Universität Brüssel (2010)

## Schriften
- Connes: Noncommutative geometry (PDF; 4,1 MB) Academic Press, 1994
- Connes, André Lichnerowicz, Marcel Schutzenberger: Triangle of thought. American Mathematical Society, 2001
- Connes, Matilde Marcolli: A walk in the noncommutative garden. 2006, arxiv:math.QA/0601054
- Connes: Noncommutative Geometry Year 2000. 2000, arxiv:math.QA/0011193
- Advice to a young mathematician. In:  Timothy Gowers, June Barrow-Green, Imre Leader (Herausgeber): The Princeton Companion to Mathematics. Princeton University Press, 2008, S. 1011–1013
- Einige seiner Aufsätze (meist französisch) sind online auf numdam.org zu finden, u. a. A new proof of Morleys theorem. In: : Pub.Math.IHES, 1998 (der Satz aus der Dreiecksgeometrie) und Une classification des facteurs de type III. In: Annales scientifiques de l’École Normale Supérieure, Sér. 4, Band 6, Nr. 2, 197, S. 133–252 (seine Dissertation)